# Boris Grigorjev (militär)
Boris Grigorjev, född 1942 i Poroj, är en före detta KGB-överste och sovjetisk spion. Han var verksam inom KGB i 32 år och var stationerad i Sverige mellan 1977 och 1982. Under senare år har han skrivit flera böcker, bland andra Spioner emellan (2006). Den 8 augusti 2008 var Grigorjev värd i radioprogrammet Sommar i Sveriges Radio P1.